# Veronicella cubensis
Veronicella cubensis is een slakkensoort uit de familie van de Veronicellidae. De wetenschappelijke naam van de soort is voor het eerst geldig gepubliceerd in 1840 door L. Pfeiffer.